# Andreas Strapajevic
Andreas Strapajevic (* 4. August 1992 in Wien) ist ein österreichischer Fußballspieler.

## Karriere
Strapajevic begann seine Karriere beim 1. Simmeringer SC. 2003 wechselte er zum SK Rapid Wien. 2004 schloss er sich der SV Donau Wien an. Bereits nach wenigen Monaten verließ er Donau wieder und wechselte noch im selben Jahr zum FK Austria Wien. Nachdem er zunächst die Akademie durchlaufen hatte, stand Strapajevic im November 2009 erstmals im Kader der zweitklassig spielenden Zweitmannschaft der Austria.
Nach dem Zwangsabstieg von Austria II debütierte er im Oktober 2010 für das Team in der Regionalliga, als er am achten Spieltag der Saison 2010/11 gegen den FC Waidhofen/Ybbs in der 71. Minute für Lukas Rotpuller eingewechselt wurde.
Zur Saison 2013/14 wechselte er zum Zweitligisten First Vienna FC 1894. Sein Debüt in der zweiten Liga gab er im August 2013, als er am dritten Spieltag jener Saison gegen die SV Mattersburg in der Startelf stand und in der 51. Minute durch Georg Krenn ersetzt wurde.
Nachdem er mit der Vienna in die Regionalliga abgestiegen war, wechselte Strapajevic im Sommer 2014 zum Regionalligisten SC Neusiedl am See. Im Jänner 2016 verließ er die Burgenländer und schloss sich dem niederösterreichischen Landesligisten ASK Kottingbrunn an.
Zur Saison 2016/17 wechselte er zum FCM Traiskirchen. Wieder nur ein halbes Jahr später wechselte er im Jänner 2017 zum Ligakonkurrenten SC Mannsdorf, der sich später in FC Marchfeld Mannsdorf und schließlich in FC Marchfeld Donauauen umbenannte. In viereinhalb Jahren im Marchfeld kam er zu 89 Regionalligaeinsätzen. Zur Saison 2021/22 wechselte er zum viertklassigen DSV Leoben. Sein Vertrag wurde allerdings im Februar 2022 einvernehmlich aufgelöst, nachdem sein Name im Zusammenhang mit früheren Spielmanipulationen in der Regionalliga Ost genannt worden war.